# René Tabès
Pour les articles homonymes, voir Tabès.
Pas d'image ? Cliquez ici

a Compétitions nationales et continentales officielles uniquement.

Dernière mise à jour le 14 juin 2025.
René Tabès, né le 14 mai 1903 à Perpignan (France) et mort le 4 août 1991 à Rueil-Malmaison (France), est un joueur français de rugby à XV. Durant sa carrière, il joue avec l'US Perpignan aux postes de demi d'ouverture et d'ailier.

## Biographie
René Tabès naît le 14 mai 1903 à Perpignan en France.
Dès 1922, il joue pour l'Union sportive perpignanaise, notamment dans un match contre le FC Lézignan dans le cadre du championnat du Languedoc. La même année, contre le RC Narbonne, après une première mi-temps achevée sur le score de 0 à 0, Tarbès est déplacé en demi d'ouverture. Associé au demi de mêlée Jean Carbonne, ils permettent une domination des mêlées et l'inscription de 16 points, les seuls de la rencontre, permettant une victoire perpignanaise.
Après un match de pré-sélection à l'École de Joinville où il se distingue, il n'est retenu pas dans l'équipe de France militaire, en vue d'un match contre la sélection militaire anglaise,,. En 1924, il participe à la demi-finale contre le Stadoceste tarbais, puis la finale du Championnat de France, il est titulaire face à l'équipe du Stade toulousain qui l'emporte 3 à 0,.
En fin de saison suivante, en demi-finale à Toulouse, devant 20 000 spectateurs, l'US Perpignan réalise un match nul 3 à 3 contre le RC Narbonne. Un second match est ensuite organisé à Béziers, et Perpignan l'emporte 13 à 5[réf. nécessaire]. Ensuite, après une première finale terminée par un match nul à la suite d'une prolongation, il est de nouveau titulaire en finale du Championnat de France. Cette fois-ci, son équipe s'impose 5 à 0,,.
En janvier 1926, il participe à un match opposant les champions en titre perpignanais contre les actuels leaders du championnat, le CASG. En mars suivant, il joue contre le Toulouse olympique employés club. Ratant de peu un essai, son équipe gagne 19 à 6 et décroche sa qualification en demi-finale. Il participe donc à la demi-finale du Championnat de France contre le Stadoceste tarbais. L'US Perpignan l'emporte de six points. Pour la finale du Championnat de France contre le Stade toulousain, il est présenté en attaque aux côtés de Marcel Baillette et André Puigt. Cependant, les Toulousains s'imposent 11 à 0,. On apprend la même année qu'il travaille comme comptable pour le magasin Aux Dames de France, à Perpignan. Il est également décrit comme « Excellant en défense, courageux au possible ».
En février 1927, il participe à un match dans le cadre du Championnat de France contre le SAU Limoges, les deux équipes étant alors à égalité au classement. L'US Perpignan est alors favorite de la compétition.
En 1929, il rejoint le club d'Avignon, le SO Avignon,. Il devient alors l'année suivante président de la commission de rugby du Sporting Club avignonais en remplacement de Philippe Struxiano,. En 1931, il officie toujours à Avignon.
En 1934, habitant à Avignon, il devient père d'un fils, également nommé René.
René Tabès meurt le 4 août 1991 à Rueil-Malmaison, alors âgé de 88 ans.

## Palmarès
- Finaliste du Championnat de France en 1924 et en 1926 avec l'US Perpignan[25].
- Vainqueur du Championnat de France en 1925 avec l'US Perpignan[note 3],[25].